# Lychnorhizidae
Lychnorhizidae är en familj av maneter. Lychnorhizidae ingår i ordningen lungmaneter, klassen maneter, fylumet nässeldjur och riket djur. Enligt Catalogue of Life omfattar familjen Lychnorhizidae 6 arter. 
Kladogram enligt Catalogue of Life:
| Lychnorhizidae | \| \| Anomalorhiza \| \| \| \| \| \| Lychnorhiza \| \| \| \| \| \| Pseudorhiza \| \| \| \| |
|                | \| \| Anomalorhiza \| \| \| \| \| \| Lychnorhiza \| \| \| \| \| \| Pseudorhiza \| \| \| \| |
|                | Archirhizidae                                                                              |
|                |                                                                                            |
|                | Cassiopeidae                                                                               |
|                |                                                                                            |
|                | Catostylidae                                                                               |
|                |                                                                                            |
|                | Cepheidae                                                                                  |
|                |                                                                                            |
|                | Lobonematidae                                                                              |
|                |                                                                                            |
|                | Mastigiidae                                                                                |
|                |                                                                                            |
|                | Rhizostomatidae                                                                            |
|                |                                                                                            |
|                | Stomolophidae                                                                              |
|                |                                                                                            |
|                | Anomalorhiza                                                                               |
|                |                                                                                            |
|                | Lychnorhiza                                                                                |
|                |                                                                                            |
|                | Pseudorhiza                                                                                |
|                |                                                                                            |

|  | Anomalorhiza |
|  |              |
|  | Lychnorhiza  |
|  |              |
|  | Pseudorhiza  |
|  |              |